# Pietro Sermonti
Pietro Sermonti (Roma, 25 ottobre 1971) è un attore italiano.

## Biografia
È figlio dello scrittore e dantista romano di origini toscane e siciliane Vittorio Sermonti e dell'imprenditrice piemontese Samaritana Rattazzi, figlia del conte Urbano Rattazzi e di Susanna Agnelli. Ha una sorella minore, Anna. Il suo sogno era diventare calciatore professionista: milita nelle giovanili della Juventus, ma i problemi fisici lo costringono ad abbandonare. Giocherà solo a scopo benefico, come componente per alcuni anni della Nazionale Italiana Attori e poi della Rappresentativa Italiana Attori. Si diploma presso la scuola francese Lycée Chateaubriand di Roma.
Dopo l'abbandono del calcio, studia regia e recitazione in Italia, dove frequenta alcuni laboratori con Francesca De Sapio, Michael Margotta e Geraldine Baron, questi ultimi due membri dell'Actors Studio, e negli Stati Uniti d'America, dove frequenta il Lee Strasberg Theatre & Film Institute e la New York Film Academy.
I suoi primi lavori sono nel 1995: Re cervo di Carlo Gozzi, regia di Valerio Binasco, Lungo pranzo di Natale di Thornton Wilder, e La scuola delle mogli di Molière, entrambi diretti da Cristina Pezzoli. Nel 1996 partecipa a Quer pasticciaccio brutto de via Merulana, regia di Luca Ronconi, tratto dall'omonimo romanzo di Carlo Emilio Gadda. Nel 1997 è protagonista in Tutto a posto e l'anno seguente in Piccole anime, diretti da Giacomo Ciarrapico con cui debutta sul grande schermo con l'opera prima Piccole anime (1998). Sempre in teatro, nel 1999 è protagonista in Natalia, regia di Valerio Binasco, e nel 2001 ne Il pergolato di tigli, regia di Sara Bertelà, è assistente alla regia ne Il gabbiano di Anton Čechov, diretto da Valerio Binasco.
Tra il 2001 e il 2002 è protagonista di alcuni cortometraggi: Always di Kyle A. Langenbach, Dentro e fuori di Giacomo Ciarrapico, Le ore piccole di Natalia Fago e Appuntamento al buio di Herbert Simone Paragnani, presentato al Festival di Berlino del 2002. Inoltre nel 2001 dirige il cortometraggio Maria, in cui la protagonista è Ketty Di Porto. Nel 2002 partecipa ad un episodio della serie televisiva Carabinieri, diretta da Raffaele Mertes e trasmessa da Canale 5: questa partecipazione rappresenta il debutto come attore di fiction televisive.
Il 2003 è l'anno in cui acquisisce una notorietà consolidata presso il pubblico mainstream. Partecipa alla miniserie televisiva in due puntate Un posto tranquillo con il ruolo di Antonio De Vincenzi, per la regia di Luca Manfredi, ed anche allo sceneggiato televisivo Elisa di Rivombrosa con il ruolo di Beppo, per la regia di Cinzia TH Torrini. È inoltre una nuova entrata del cast della terza stagione di Un medico in famiglia, interpretando il personaggio di Guido Zanin, il "medico" che dà il titolo alla serie. Sermonti è ancora un componente del cast regolare della serie anche nella quarta stagione in onda nel 2004. Tuttavia, nonostante il riscontro positivo in termini di audience di entrambe le annate, Sermonti rinuncia a partecipare alla quinta stagione. Nel 2003 lo si vede nel videoclip La verità sul tennis dei Virginiana Miller. Tra il 2003 e il 2004 conduce uno spettacolo televisivo di intrattenimento di Rai Tre, di cui è uno degli autori, Super Senior, regia di Andrea Salvadore. Nel 2004 gira la miniserie TV in due puntate Il mistero di Julie, poi trasmessa all'inizio dell'anno successivo da Raiuno.
Tra il 2004 e il 2005 gira una miniserie TV in quattro puntate, La moglie cinese, che viene però trasmessa da Raiuno soltanto nel maggio del 2006. Dopo un periodo di allontanamento dal set, gira la sitcom Radio Sex, prodotta da Magnolia e distribuita dal 25 maggio 2006 in modalità on demand da Alice Home TV, e in seguito in modalità lineare da SKY Show. Radio Sex, la prima sitcom italiana prodotta appositamente per essere distribuita in modalità non lineare, è composta da 150 episodi di circa 5 minuti ciascuno, diretta da Alessandro Baracco. Nella seconda stagione Sermonti è presente solo nel primo episodio.
Gira il film SoloMetro, opera prima di Marco Cucurnia, in cui lavora con, tra gli altri, Michele Placido. Il film, uscito nelle sale il 20 luglio 2007, viene presentato in anteprima nello stesso mese all'Ischia Global Film & Music Fest. Sempre nel 2006 gira l'opera prima di Angelo Frezza, Sweet Sweet Marja. Il film, tratto dal cortometraggio La piantina (2000), diretto anch'esso da Angelo Frezza, esce nelle sale la settimana successiva all'uscita di SoloMetro. Inoltre gira, per la televisione svizzera di lingua italiana (TSI, oggi RSI), il film televisivo Roulette, tratto liberamente dal romanzo Bianco giorno offeso di Elvira Dones e diretto da Mohammed Soudani, uscito anche nelle sale cinematografiche della Svizzera italiana il 18 gennaio 2008.
Tra il 2006 e il 2007 gira la prima stagione della serie TV Boris, diretta da Luca Vendruscolo, il cui episodio pilota, con il titolo provvisorio Sampras, viene presentato in anteprima nel corso della prima edizione della Festa del Cinema di Roma (2006). Boris è la prima sitcom girata in Italia per Fox International Channels Italy. Sermonti partecipa anche alla seconda stagione. Dal 18 dicembre 2009 la serie viene ritrasmessa, questa volta in chiaro, dal canale digitale terrestre di SKY, Cielo.
Nel 2009 è protagonista del film televisivo Un amore di strega, diretto da Angelo Longoni, e gira la terza stagione della serie TV Boris, diretta da Davide Marengo e trasmessa nel 2010 da FX. Partecipa alla sesta stagione della serie Un medico in famiglia ed è presente nel videoclip Let Me Be dei Waines, diretto da Corrado Fortuna che ha vinto, come migliore regista, il "premio italiano videoclip indipendente al Meeting degli indipendenti: Festival della produzione musicale e culturale indipendente italiana". Dal 6 gennaio 2010, giorno della prima nazionale al Teatro Massimo di Cagliari, ritorna a recitare in teatro, andando in tournée con lo spettacolo Dona Flor e i suoi due mariti, liberamente tratto dal romanzo omonimo di Jorge Amado, con Caterina Murino e Paolo Calabresi. Nel 2010 interpreta la parte di un fittizio "Giulio Cesare tifoso della Juventus" nello spot pubblicitario commissionato della società calcistica bianconera per promuovere la costruzione del nuovo stadio di proprietà, pronto nel 2011. Nel 2012 veste i panni di Archie Goodwin a fianco di Francesco Pannofino nella serie televisiva Nero Wolfe trasmessa da Rai 1.
Nel 2014 è nel cast di Smetto quando voglio, insieme a Edoardo Leo, Stefano Fresi, Valerio Aprea e Paolo Calabresi, a cui seguiranno nel 2017 Smetto quando voglio - Masterclass e Smetto quando voglio - Ad honorem. Seguono le commedie Confusi e felici, Sei mai stata sulla Luna? e Cristian e Palletta contro tutti. Nel 2015 è un componente del cast della nuova fiction televisiva Tutto può succedere, in cui interpreta Alessandro Ferraro, ruolo poi ricoperto anche nella seconda e terza stagione. Nel 2017 è coprotagonista insieme a Ambra Angiolini nella pellicola cinematografica Terapia di coppia per amanti e l'anno successivo è protagonista della pellicola Uno di famiglia, con Lucia Ocone e Nino Frassica. 
Nel mese di dicembre 2020 gli viene conferito il "premio Vincenzo Crocitti International" nella categoria "Professionisti in carriera".
Nel 2023 sulla piattaforma Prime Video, è coprotagonista insieme a Lillo Petrolo con il ruolo di Sergio Locatelli nella serie tv Sono Lillo, candidata ai Nastri d'Argento 2023 nella cinquina Commedie, ruolo ripreso anche nella seconda stagione.
Dal 21 dicembre 2023, su Prime Video, è protagonista, insieme a Christian De Sica e Stefania Sandrelli, della serie comedy in 6 episodi Gigolò per caso.

## Vita privata
Dal 2003 al 2009 è stato legato sentimentalmente sia nella realtà che nella fiction alla collega Margot Sikabonyi conosciuta sul set della fiction Un medico in famiglia, che ha poi lasciato per intraprendere una relazione con Alessia Marcuzzi, con la quale l'attore è stato legato fino al 2010.

## Filmografia

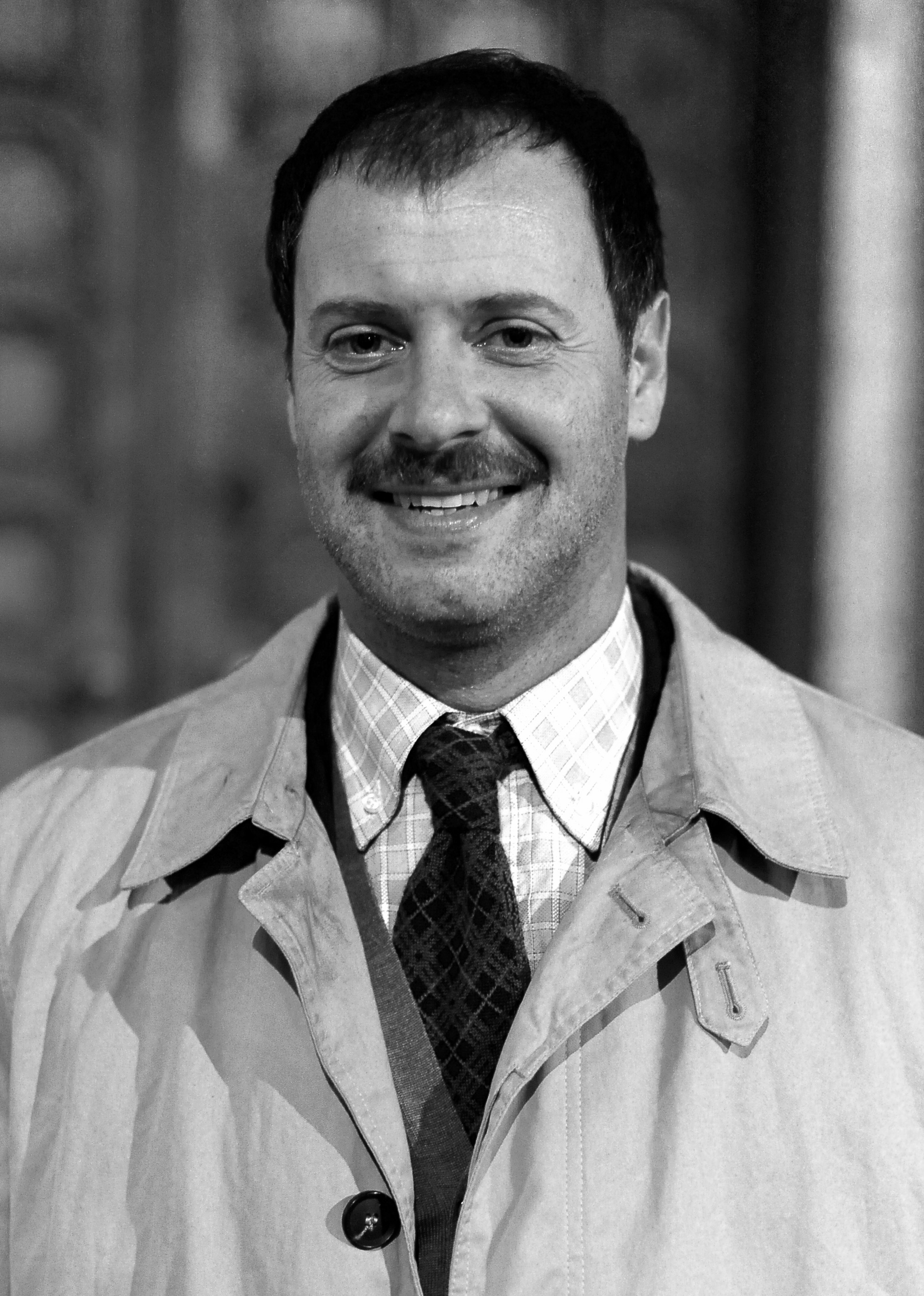
Pietro Sermonti sul set di Vinodentro (2012)

### Cinema
- Piccole anime, regia di Giacomo Ciarrapico (1998)
- Tre mogli, regia di Marco Risi (2001)
- SoloMetro, regia di Marco Cucurnia (2007)
- Sweet Sweet Marja, regia di Angelo Frezza (2007)
- Roulette, regia di Mohammed Soudani (2007)
- Amore, bugie & calcetto, regia di Luca Lucini (2008)
- Sleepless, regia di Maddalena De Panfilis (2009)
- Boris - Il film, regia di Giacomo Ciarrapico, Mattia Torre e Luca Vendruscolo (2011)
- Qualche nuvola, regia di Saverio Di Biagio (2011)
- Smetto quando voglio, regia di Sydney Sibilia (2014)
- Confusi e felici, regia di Massimiliano Bruno (2014)
- Vinodentro, regia di Ferdinando Vicentini Orgnani (2014)
- Sei mai stata sulla Luna?, regia di Paolo Genovese (2015)
- Cristian e Palletta contro tutti, regia di Antonio Manzini (2016)
- Smetto quando voglio - Masterclass, regia di Sydney Sibilia (2017)
- Lasciati andare, regia di Francesco Amato (2017)
- Smetto quando voglio - Ad honorem, regia di Sydney Sibilia (2017)
- Terapia di coppia per amanti, regia di Alessio Maria Federici (2017)
- Uno di famiglia, regia di Alessio Maria Federici (2018)
- Bentornato Presidente, regia di Giancarlo Fontana e Giuseppe Stasi (2019)
- Bangla, regia di Phaim Bhuiyan (2019)
- Tutti per Uma, regia di Susy Laude (2021)
- Io e Angela, regia di Herbert Simone Paragnani (2021)
- Corro da te, regia di Riccardo Milani (2022)
- La caccia, regia di Marco Bocci (2023)
- Il migliore dei mondi, regia di Danilo Carlani, Alessio Dogana, Maccio Capatonda (2023)

### Televisione
- Carabinieri – serie TV, episodio 1x16 (2002)
- Un posto tranquillo, regia di Luca Manfredi – miniserie TV (2003)
- Elisa di Rivombrosa – serie TV, 8 episodi (2003-2004)
- Un medico in famiglia – serie TV, 78 episodi (2003-2004, 2009)
- Il mistero di Julie, regia di Charlotte Brandstrom – miniserie TV (2004)
- La moglie cinese, regia di Antonello Grimaldi – miniserie TV (2006)
- Radio Sex – serie TV (2006)
- Boris – serie TV, 50 episodi (2007-2010, 2022)
- Un amore di strega, regia di Angelo Longoni – film TV (2009)
- Nero Wolfe – serie TV, 8 episodi (2012)
- Anna Karenina, regia di Christian Duguay – miniserie TV (2013)
- Tutto può succedere – serie TV, 42 episodi (2015–2018)
- Cops - Una banda di poliziotti – serie TV (2020-2021)
- Bangla - La serie – serie TV (2022)
- Sono Lillo – serie TV (2023-2024)
- Gigolò per caso – serie TV (2023-in corso)
- Il Baracchino – serie animata (2025) – voce
- Maschi veri – serie TV (2025)

Serie TV Tutto può succedere

### Cortometraggi
- Always, regia di Kyle A. Langenbach (2001)
- Dentro e fuori, regia di Giacomo Ciarrapico (2001)
- Le ore piccole, regia di Natalia Fago (2002)
- Appuntamento al buio, regia di Herbert Simone Paragnani (2002)
- L'amore non esiste, regia di Massimiliano Camaiti (2008)
- La sottile mensola rossa, regia di Paolo Calabresi (2010)

## Teatro
- Re cervo di Carlo Gozzi, regia di Valerio Binasco (1995)
- Lungo pranzo di Natale di Thornton Wilder, regia di Cristina Pezzoli (1995)
- La scuola delle mogli di Molière, regia di Cristina Pezzoli (1995)
- Quer pasticciaccio brutto de via Merulana, regia di Luca Ronconi (1996)
- Tutto a posto di Giacomo Ciarrapico e Mattia Torre, regia di Giacomo Ciarrapico (1997)
- Piccole anime di Giacomo Ciarrapico e Mattia Torre, regia di Giacomo Ciarrapico (1998)
- Natalia di Danilo Macrì, regia di Valerio Binasco (1999)
- Il pergolato di tigli di Conor McPherson, regia di Sara Bertelà (2001)
- Il gabbiano di Anton Čechov, regia di Valerio Binasco (2001)
- Italia oggi - Monologo di Giacomo Ciarrapico (2006)
- Dona Flor e i suoi due mariti, elaborazione teatrale e regia di Emanuela Giordano (2010)
- The Full Monty - Il musical, regia di Massimo Romeo Piparo (2013)

## Riconoscimenti
- Festival del Cinema di Salerno - Premio Anica dei critici come miglior interprete di cortometraggi per Appuntamento al buio
- Giffoni Film Festival - Premio del pubblico (2003)
- Oscar dei giovani - Consegnato in Campidoglio (2003)
- Mirto d'oro di Poggio Mirteto come rivelazione maschile dell'anno (2003)
- Roma Fiction Fest - Premio come miglior attore protagonista di sit-com per Boris (2008)[18]
- Premio Vincenzo Crocitti International - Professionista "in carriera" (2020)[13]